# Idiocerus exilus
Idiocerus exilus är en insektsart som beskrevs av Freytag 1965. Idiocerus exilus ingår i släktet Idiocerus och familjen dvärgstritar. Inga underarter finns listade i Catalogue of Life.